# Agricultura en China

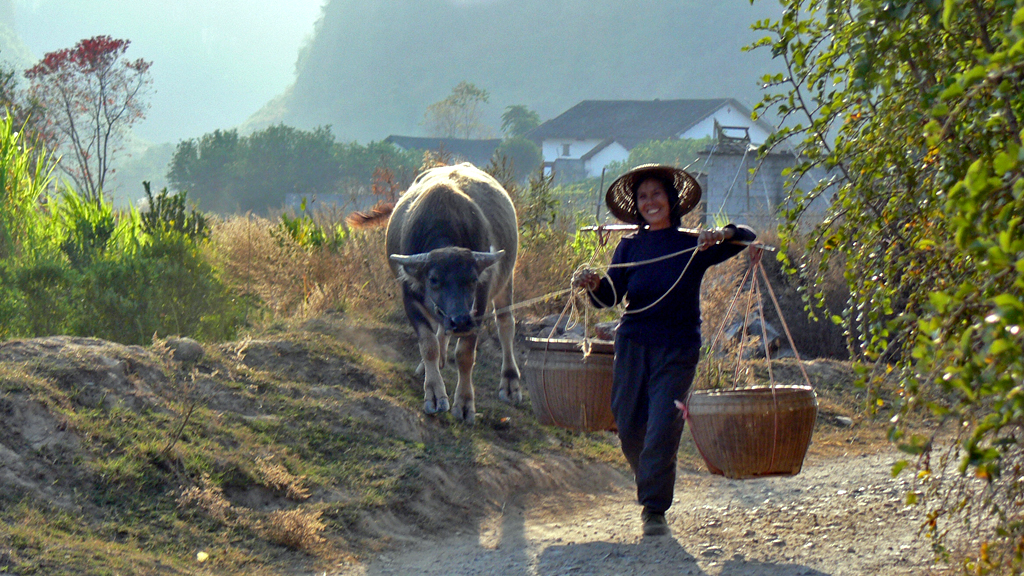
Trabajadora agrícola con un búfalo de agua cerca de Yangshou, 2007

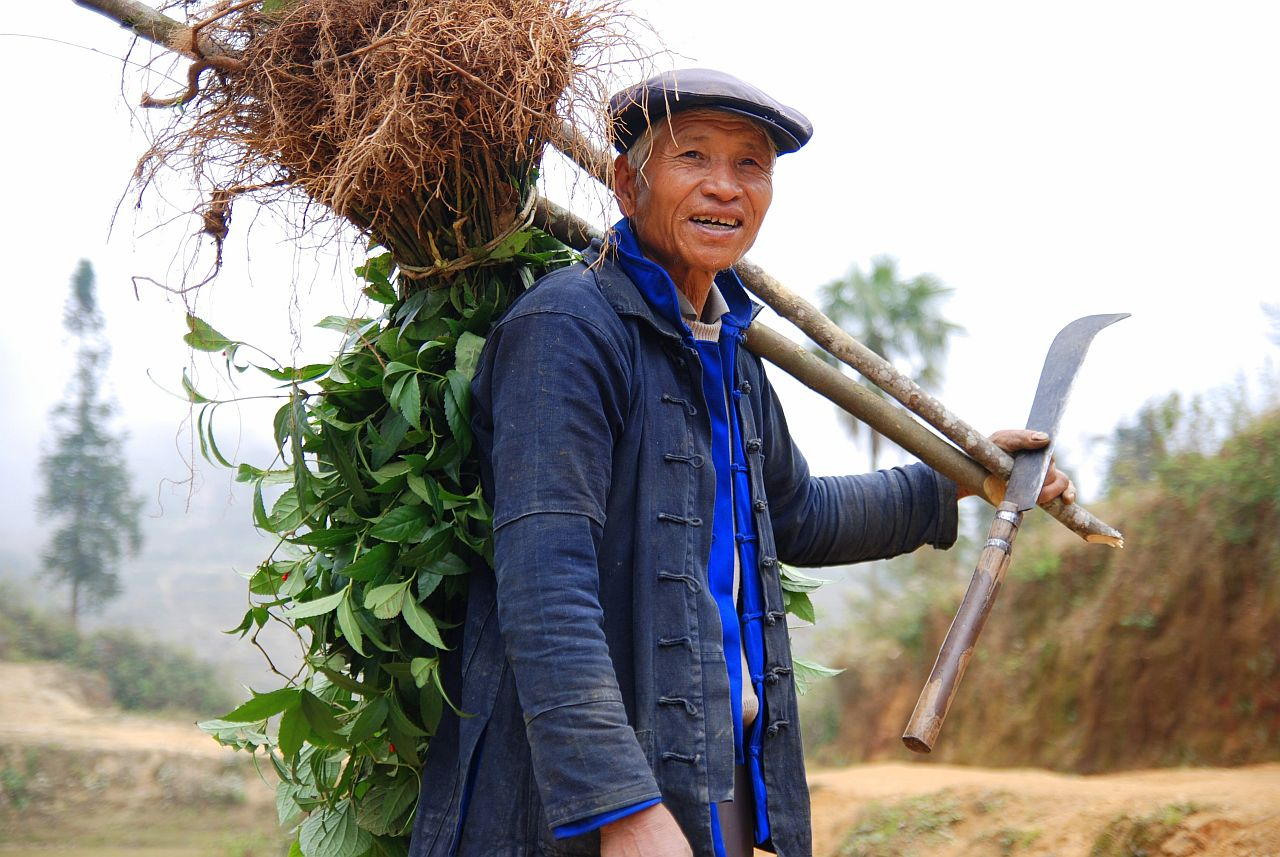
Un agricultor de la minoría Hani, famosos por sus montañas de bancales de arroz en el Condado de Yuanyang (Yunnan).

La agricultura en China es una industria vital, que emplea a más de 300 millones de agricultores. China ocupa el primer lugar en la producción agrícola mundial, principalmente en la producción de arroz, trigo, patatas, tomate, sorgo, cacahuete, té, mijo, cebada, algodón, semillas oleaginosas y soja.

## Producción
En 2018, China:
- Fue el segundo productor mundial de maíz (257,1 millones de toneladas), solo superado por Estados Unidos;
- Fue el mayor productor mundial de arroz (212,1 millones de toneladas);
- Fue el mayor productor mundial de trigo (131,4 millones de toneladas);
- Fue el tercer productor mundial de caña de azúcar (108 millones de toneladas), solo superado por Brasil e India;
- Fue el mayor productor mundial de patata (90,2 millones de toneladas);
- Fue el mayor productor mundial de sandía (62,8 millones de toneladas);
- Fue el mayor productor mundial de tomates (61,5 millones de toneladas);
- Fue el mayor productor mundial de pepino (56,2 millones de toneladas);
- Fue el mayor productor mundial de batata (53,0 millones de toneladas);
- Fue el mayor productor mundial de manzana (39,2 millones de toneladas);
- Fue el mayor productor mundial de berenjena (34,1 millones de toneladas);
- Fue el mayor productor mundial de repollo (33,1 millones de toneladas);
- Fue el mayor productor mundial de cebolla (24,7 millones de toneladas);
- Fue el mayor productor mundial de espinacas (23,8 millones de toneladas);
- Fue el mayor productor mundial de ajo (22,2 millones de toneladas);
- Fue el mayor productor mundial de ejote (19,9 millones de toneladas);
- Fue el mayor productor mundial de mandarina (19,0 millones de toneladas);
- Fue el mayor productor mundial de zanahorias (17,9 millones de toneladas);
- Fue el tercer productor mundial de algodón (17,7 millones de toneladas), solo superado por la India y los Estados Unidos;
- Fue el mayor productor mundial de maní (17,3 millones de toneladas);
- Fue el mayor productor mundial de pera (16,0 millones de toneladas);
- Fue el cuarto productor mundial de soja (14.1 millones de toneladas), perdiendo ante Estados Unidos, Brasil y Argentina;
- Fue el mayor productor mundial de uva (13,3 millones de toneladas);
- Fue el segundo productor mundial de colza (13,2 millones de toneladas), solo superado por Canadá;
- Fue el mayor productor mundial de arveja (12,9 millones de toneladas);
- Fue el mayor productor mundial de melón (12,7 millones de toneladas);
- Fue el octavo productor mundial de remolacha azucarera (12 millones de toneladas), que sirve para producir azúcar y etanol;
- Fue el segundo productor mundial de banano (11,2 millones de toneladas), solo superado por la India;
- Fue el mayor productor mundial de coliflor y brócoli (10,6 millones de toneladas);
- Fue el segundo productor mundial de naranja (9,1 millones de toneladas), solo superado por Brasil;
- Fue el mayor productor mundial de calabaza (8,1 millones de toneladas);
- Fue el mayor productor mundial de espárragos (7,9 millones de toneladas);
- Fue el mayor productor mundial de ciruela (6,7 millones de toneladas);
- Fue el mayor productor mundial de champiñón y trufa (6,6 millones de toneladas);
- Fue el mayor productor mundial de pomelo (4,9 millones de toneladas);
- Fue el 15.º productor mundial de mandioca (4,9 millones de toneladas);
- Fue el segundo productor mundial de mango (incluido mangostán y guayaba) (4,8 millones de toneladas), solo superado por la India;
- Fue el mayor productor mundial de caqui (3,0 millones de toneladas);
- Fue el mayor productor mundial de fresa (2,9 millones de toneladas);
- Fue el mayor productor mundial de té (2,6 millones de toneladas);
- Produjo 2,5 millones de toneladas de girasol;
- Fue el tercer productor mundial de limón (2,4 millones de toneladas), solo superado por India y México;
- Fue el mayor productor mundial de tabaco (2,2 millones de toneladas);
- Fue el octavo productor mundial de sorgo (2,1 millones de toneladas);
- Fue el mayor productor mundial de kiwi (2,0 millones de toneladas);
- Fue el mayor productor mundial de  castaño (1,9 millones de toneladas);
- Produjo 1,9 millones de toneladas de taro;
- Produjo 1,8 millones de toneladas de fríjoles de haba;
- Fue el tercer productor mundial de mijo (1,5 millones de toneladas), solo superado por India y Níger;
- Fue el octavo productor mundial de piña (1,5 millones de toneladas);
- Produjo 1,4 millones de toneladas de cebada;
- Fue el mayor productor mundial de trigo sarraceno (1,1 millones de toneladas);
- Fue el sexto productor mundial de avena (1 millón de toneladas);
- Fue el cuarto productor mundial de centeno (1 millón de toneladas), solo superado por Alemania, Polonia y Rusia;
- Produjo 1 millón de toneladas de Árbol de sebo;

Además de producciones más pequeñas de otros productos agrícolas.

## Historia
El desarrollo de la agricultura a lo largo de la historia de China ha desempeñado un papel clave en el apoyo al crecimiento de lo que hoy es la población más grande del mundo. El análisis de las herramientas de piedra por parte del profesor Liu Li y otros ha demostrado que los orígenes de la agricultura china están arraigados en el Paleolítico pre-agrícola . Durante este tiempo, los cazadores-recolectores cosecharon plantas silvestres con las mismas herramientas que luego se usarían para el mijo y el arroz.
Se han encontrado restos de mijo cultivado en el norte de China en Xinglonggou, Yuezhang, Dadiwan, Cishan y varios sitios de Peiligang. Estos sitios cubren un período de más de 6250-5050 a. C. La cantidad de mijo cultivado que se consumía en estos sitios fue proporcionalmente bastante baja en comparación con otras plantas. En Xinglonggou, el mijo, que representaba únicamente el 15% de todas las plantas, permanece alrededor de 6200-5400 a. C.; una proporción que cambió al 99% entre 2050 y 1550 a. C. Los experimentos han demostrado que el mijo requiere muy poca intervención humana para crecer, lo que significa que no existen cambios obvios en el registro arqueológico que pudieran demostrar que el mijo estaba siendo cultivado.
Las excavaciones en Kuahuqiao, el primer sitio neolítico conocido en el este de China, han documentado el cultivo de arroz hace 7.700 años. Aproximadamente la mitad de los restos de plantas pertenecían a especies domesticadas de japónica, mientras que la otra mitad eran tipos silvestres de arroz. Es posible que los habitantes de Kuahuqiao también cultivaran el tipo silvestre. Los hallazgos en sitios de la cultura Hemudu (c.5500-3300 a. C.) en Yuyao y Banpo cerca de Xi'an incluyen mijo y herramientas parecidas a palas hechas de piedra y hueso. Se ha encontrado evidencia de agricultura de arroz asentada en el sitio Hemudu de Tianluoshan (5000-4500 a. C.), donde el arroz se ha convertido en la columna vertebral de la economía agrícola por la cultura Majiabang en el sur de China.
También existe una larga tradición de agricultura en la mitología china. En su libro Permanent Agriculture: Farmers of Forty Centuries (1911), el profesor Franklin Hiram King describió y ensalzó los valores de las prácticas agrícolas tradicionales de China.

### Mejoras del método de cultivo

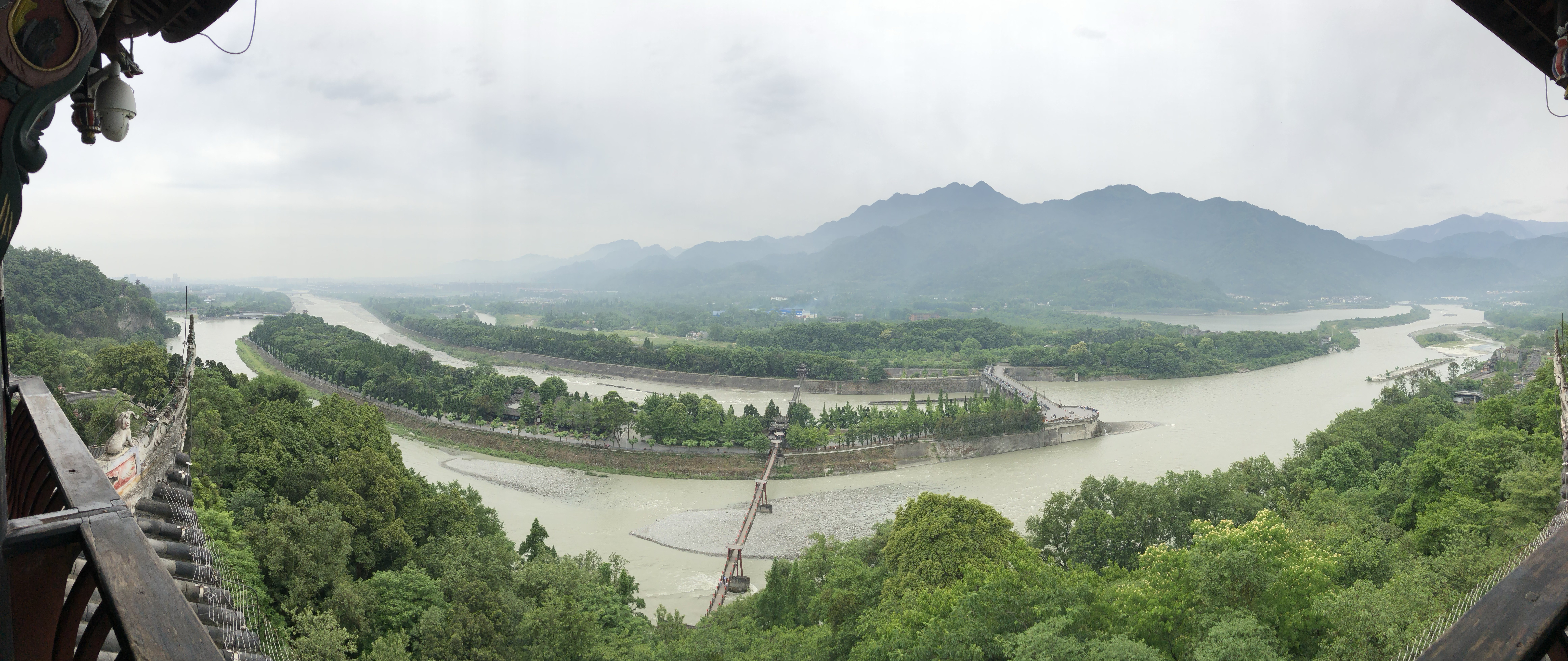
Sistema de irrigación de Dujiangyan.

Debido a la condición de China como país en vías de desarrollo y a su grave escasez de tierras cultivables, la agricultura en China siempre ha sido muy intensiva en mano de obra. Sin embargo, a lo largo de su historia, se han desarrollado o importado varios métodos que han permitido una mayor producción y eficiencia agrícola. También utilizaron la sembradora para ayudar a mejorar el cultivo en hileras.
Durante el Período de Primaveras y Otoños (722-481 a. C.), se produjeron dos mejoras revolucionarias en la tecnología agrícola. Uno era el uso de herramientas de hierro fundido y bestias de carga para tirar arados, y el otro era el aprovechamiento a gran escala de los ríos y el desarrollo de proyectos de eficiencia hídrica. El ingeniero Sunshu Ao del siglo VI a. C. y Ximen Bao del siglo V a. C. son dos de los ingenieros hidráulicos más antiguos de China, y sus trabajos se centraron en la mejora de los sistemas de irrigación. Estos desarrollos se difundieron ampliamente durante el período de los Reinos Combatientes (403-221 a. C.), culminando en el enorme Sistema de irrigación de Dujiangyan diseñado por Li Bing en el 256 a. C. para el Estado Qin en la antigua Sichuan.
Para fines agrícolas, los chinos habían inventado el martillo de propulsión hidráulico en el siglo I a. C., durante la antigua dinastía Han (202 a. C.-220 d. C.). Aunque se inventó para otros propósitos, su función principal era machacar, decorticar y pulir el grano que de otra manera se habría hecho manualmente. Los chinos también innovaron la bomba de cadena de paletas cuadradas en el siglo I, impulsada por una rueda hidráulica o bueyes que tiraban de un sistema de ruedas mecánicas. Aunque la bomba de cadena encontró uso en obras públicas de suministro de agua para sistemas de tuberías urbanas y palaciegas, se usó en gran parte para elevar el agua desde una parte más baja a una más alta para llenar los canales de riego y los canales naturales para las tierras de cultivo.
Durante el Jin del Este (317–420) y las Dinastías meridionales y septentrionales (420–589), la Ruta de la Seda y otras rutas de comercio internacional extendieron la tecnología agrícola en toda China. La estabilidad política y la creciente fuerza laboral condujeron al crecimiento económico, y las personas abrieron grandes áreas de terrenos baldíos y construyeron obras de riego para un mayor uso agrícola. A medida que el uso de la tierra se hacía más intensivo y eficiente, el arroz se cultivaba dos veces al año y el ganado comenzaba a utilizarse para el arado y la fertilización.
Por la dinastía Tang (618–907), China se había convertido en una sociedad agrícola feudal unificada. Las mejoras en la maquinaria agrícola durante esta época incluyeron el arado de moldes y el molino de agua. Más tarde, durante la dinastía Yuan (1271–1368), la plantación de algodón y la tecnología de tejido fueron ampliamente adoptados y mejorados.
Mientras que alrededor del 750, el 75% de la población de China vivía al norte del río Yangtsé, en 1250, el 75% de la población vivía al sur del río. Esta migración interna a gran escala fue posible gracias a la introducción de variedades de arroz de rápida maduración procedentes de Vietnam, aptas para cultivos múltiples.
Las dinastías Qing, Ming y Yuan habían visto el surgimiento de organizaciones de ayuda colectiva entre agricultores.
En 1909, el profesor de agricultura Franklin Hiram King realizó una extensa gira por China —así como por Japón y brevemente por Corea— y describió las prácticas agrícolas contemporáneas. Se refirió favorablemente a la agricultura china como «agricultura permanente» y su libro Farmers of Forty Century, publicado póstumamente en 1911, se ha convertido en un clásico agrícola y ha sido una fuente de referencia privilegiada para los defensores de la agricultura ecológica. El libro ha inspirado a muchos agricultores chinos que reciben apoyo de la comunidad a llevar a cabo una agricultura ecológica.

## República Popular de China

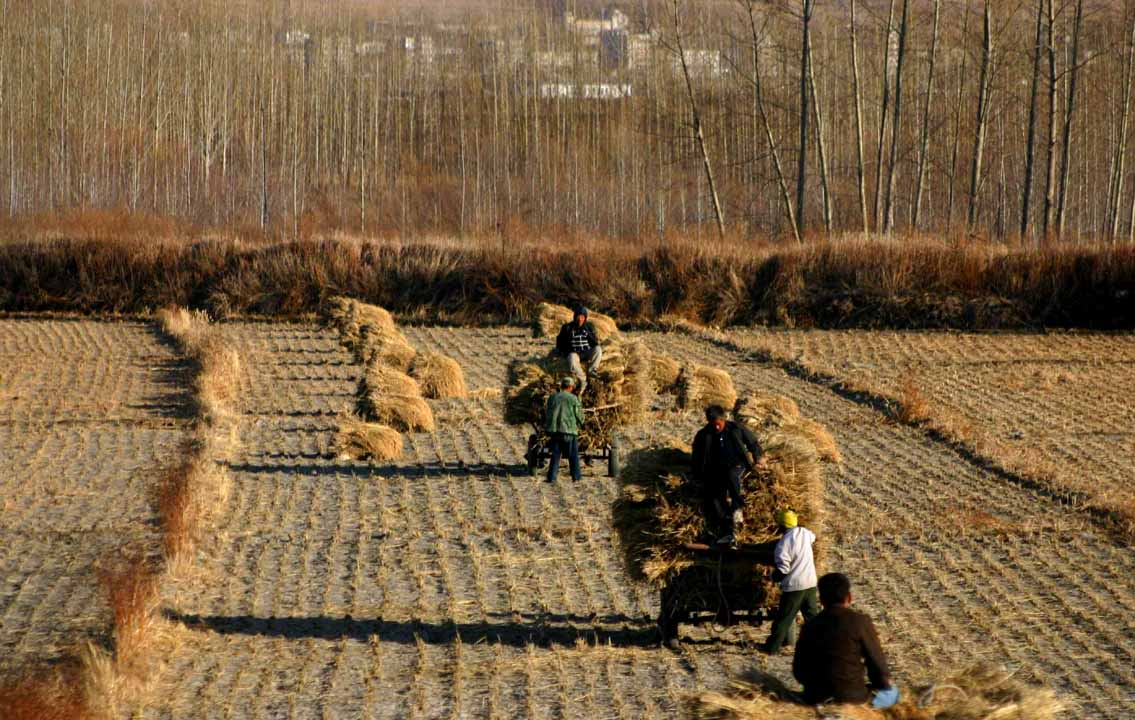
Una cosecha en china.

Luego de la victoria del Partido Comunista de China en la guerra civil china, el control de las tierras de cultivo fue retirado a los propietarios incluyendo asesinatos masivos de terratenientes bajo Mao Zedong, y redistribuido a los 300 millones de campesinos. En 1952, consolidando gradualmente su poder después de la guerra civil, el gobierno comenzó a organizar a los campesinos en equipos. Tres años más tarde, estos equipos se combinaron en cooperativas de productores, promulgando el objetivo socialista de la propiedad colectiva de la tierra. En 1956, el gobierno tomó formalmente el control de la tierra, estructurando aún más las tierras de cultivo en grandes granjas colectivas operadas por el gobierno.
En la campaña Gran Salto Adelante de 1958, iniciada por Mao Zedong, el uso de la tierra se puso bajo un mayor control gubernamental en un esfuerzo por mejorar la producción agrícola. En particular, la campaña del exterminio de gorriones en China tuvo un impacto negativo directo en la agricultura. Los colectivos se organizaban en comunas, se prohibía la producción privada de alimentos y se exigía la alimentación colectiva. También se hizo más hincapié en la industrialización que en la agricultura. Las ineficacias agrícolas creadas por esta campaña condujeron a La Gran hambruna china, resultando con la muerte de alrededor de 14 millones de personas, según estimaciones del gobierno, y entre 20 y 43 millones de personas según los estudiosos. Aunque se restablecieron parcelas privadas en 1962 debido a este fracaso, las comunas siguieron siendo la unidad rural dominante de organización económica durante la Revolución Cultural, y Mao defendió la campaña Learn from Tachai. El secretario semianalfabeto del partido de Tachai, Chen Yonggui, fue uno de los que fueron superados por Deng Xiaoping después de la muerte de Mao: de 1982 a 1985, las comunas de Dazhai fueron reemplazadas gradualmente por el pueblo.

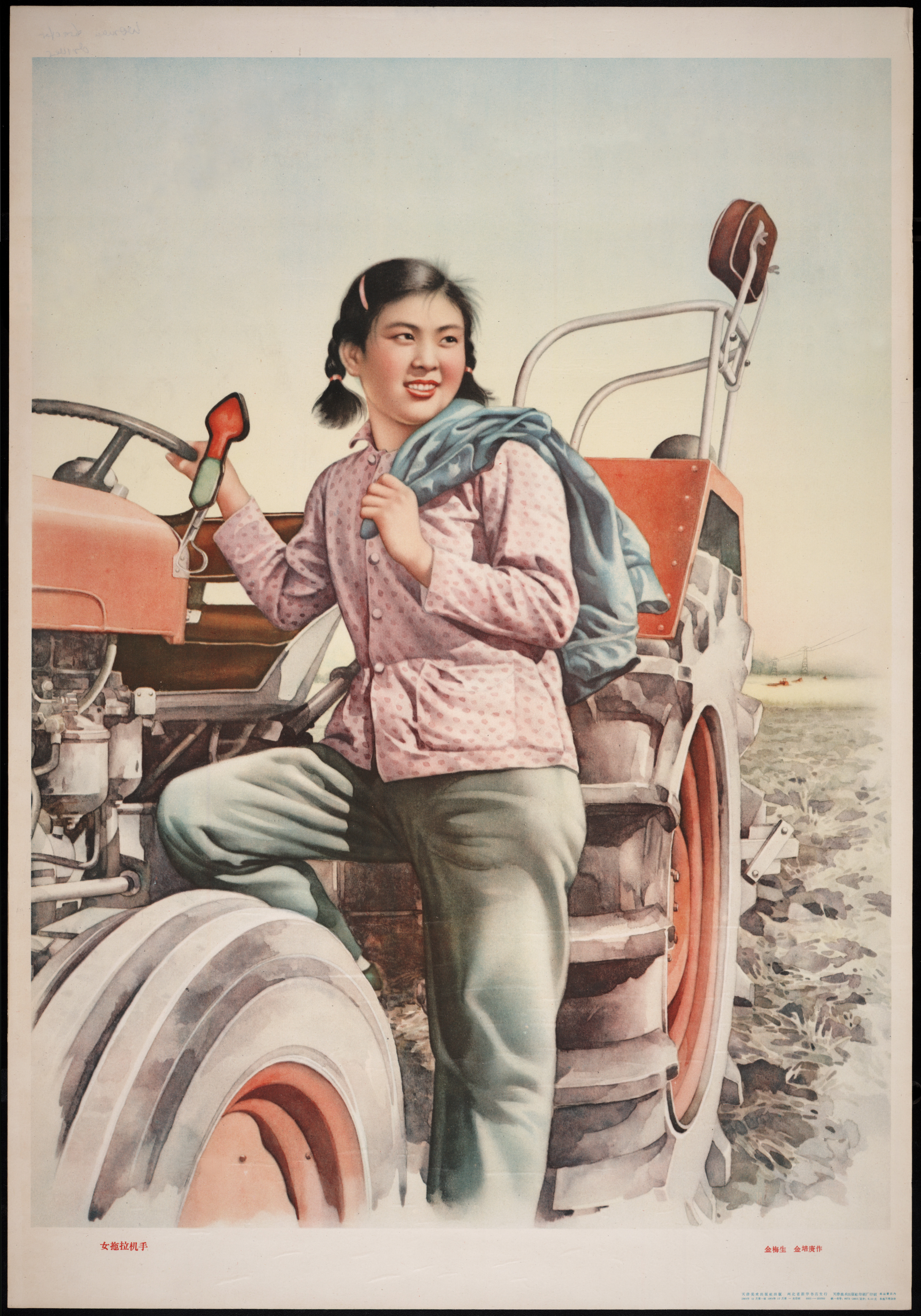
Mujer conductora de tractor en China representada en un cartel de 1964.

A partir de 1978, como parte de la campaña Cuatro Modernizaciones, se creó el Sistema de Responsabilidad de la Producción Familiar, desmantelando comunas y devolviendo la responsabilidad de la producción agrícola a los hogares individuales. Los hogares recibieron cuotas de cultivos que debían proporcionar a su unidad colectiva a cambio de herramientas, animales de tiro, semillas y otros artículos de primera necesidad. Los hogares, que ahora arriendan tierras a sus colectivos, son libres de utilizar sus tierras de labranza en la medida en que cumplan con estas cuotas. Esta libertad ha dado más poder a las familias individuales para satisfacer sus necesidades individuales. Además de estos cambios estructurales, el gobierno chino también participa en proyectos de irrigación —como la presa de las Tres Gargantas—, dirige grandes granjas estatales y fomenta el uso de mecanización y fertilizantes.
Para 1984, cuando alrededor del 99% de los equipos de producción agrícola habían adoptado el Sistema de Responsabilidad de la Producción Familiar, el gobierno inició nuevas reformas económicas, dirigidas principalmente a liberalizar la fijación de precios y la comercialización agrícola. En 1984, el gobierno sustituyó las compras obligatorias por contratos voluntarios entre los agricultores y el gobierno. Más tarde, en 1993, el gobierno abolió el sistema de racionamiento de granos de cuarenta años de antigüedad, lo que llevó a que más del 90 por ciento de toda la producción agrícola anual se vendiera a precios determinados por el mercado.

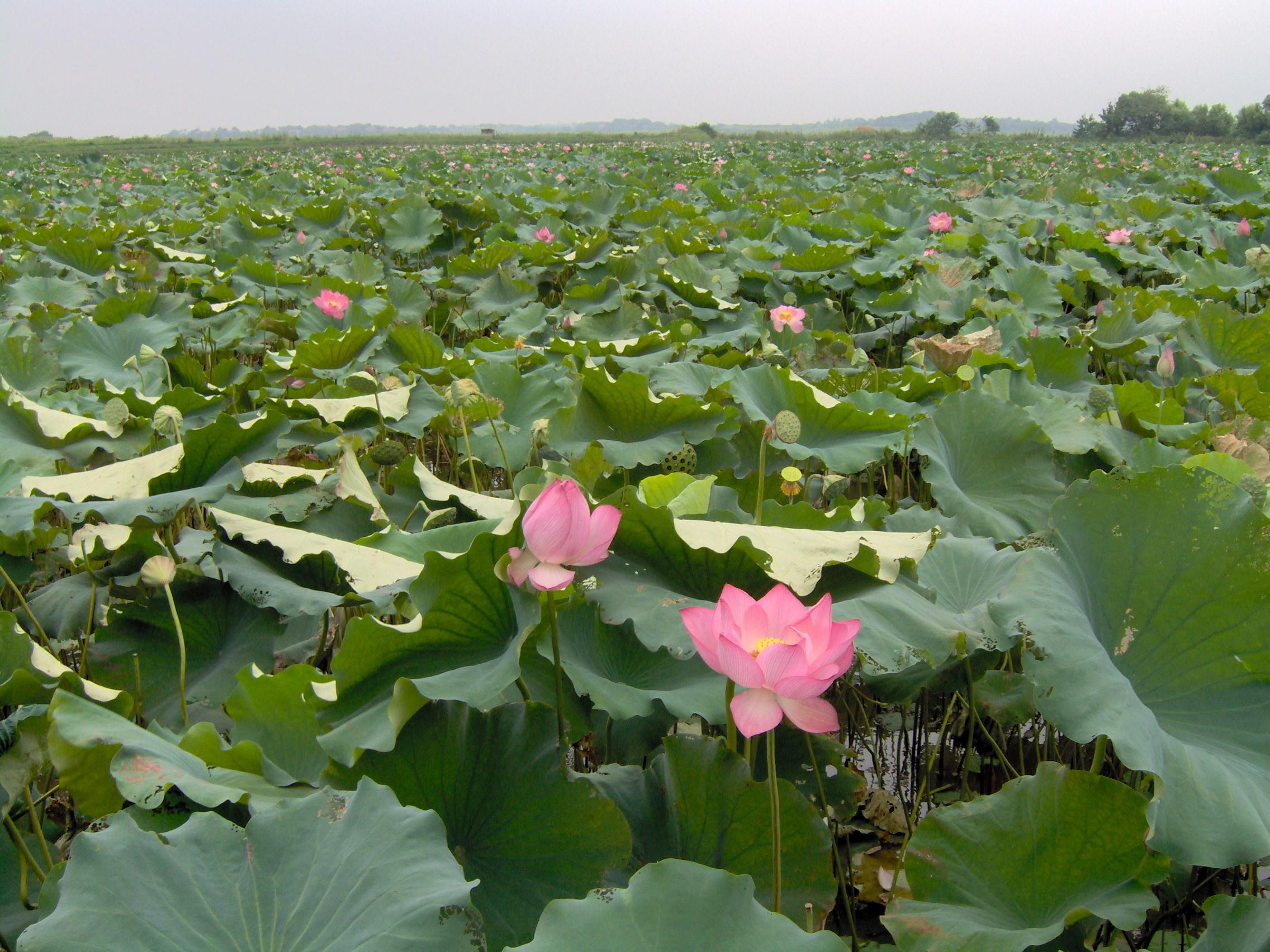
Lotus Lotus semillas y raíces son un cultivo importante en las provincias de Hubei, Hunan, Fujian, y Jiangxi.

Desde 1994, el gobierno ha instituido una serie de cambios en las políticas destinadas a limitar la importación de granos y aumentar la estabilidad económica. Entre estos cambios de política se encontraba el aumento artificial de los precios de los cereales por encima de los niveles del mercado. Esto ha llevado a un aumento en la producción de granos, al tiempo que coloca la pesada carga de mantener estos precios en el gobierno. En 1995, se instituyó el «Sistema de Responsabilidad de la Bolsa de Granos del Gobernador», que responsabilizó a los gobernadores provinciales de equilibrar la oferta y la demanda de granos y estabilizar los precios de los cereales en sus provincias. Más tarde, en 1997, se implementó el programa «Cuatro separaciones y una perfección» para aliviar algunas de las cargas monetarias impuestas al gobierno por su política de cereales.
A medida que China continúa industrializándose, vastas extensiones de tierras agrícolas se están convirtiendo en tierras industriales. Los agricultores desplazados por esta expansión urbana a menudo se convierten en mano de obra migrante para fábricas, pero otros agricultores se sienten privados del derecho al voto y engañados por la invasión de la industria y la creciente disparidad entre la riqueza y los ingresos urbanos y rurales.
La innovación más reciente en la agricultura china es un empuje hacia agricultura orgánica. Esta rápida adopción de la agricultura orgánica sirve simultáneamente a múltiples propósitos, incluyendo la seguridad alimentaria, los beneficios para la salud, las oportunidades de exportación y, al proporcionar primas de precios para los productos de las comunidades rurales, la adopción de productos orgánicos puede ayudar a detener la migración de los trabajadores rurales a las ciudades. A mediados de la década de 1990, China se convirtió en un importador neto de cereales, ya que sus prácticas insostenibles de extracción de aguas subterráneas han eliminado de manera efectiva una considerable cantidad de tierras para usos agrícolas productivos.

## Principales productos agrícolas

### Distribución de la cosecha

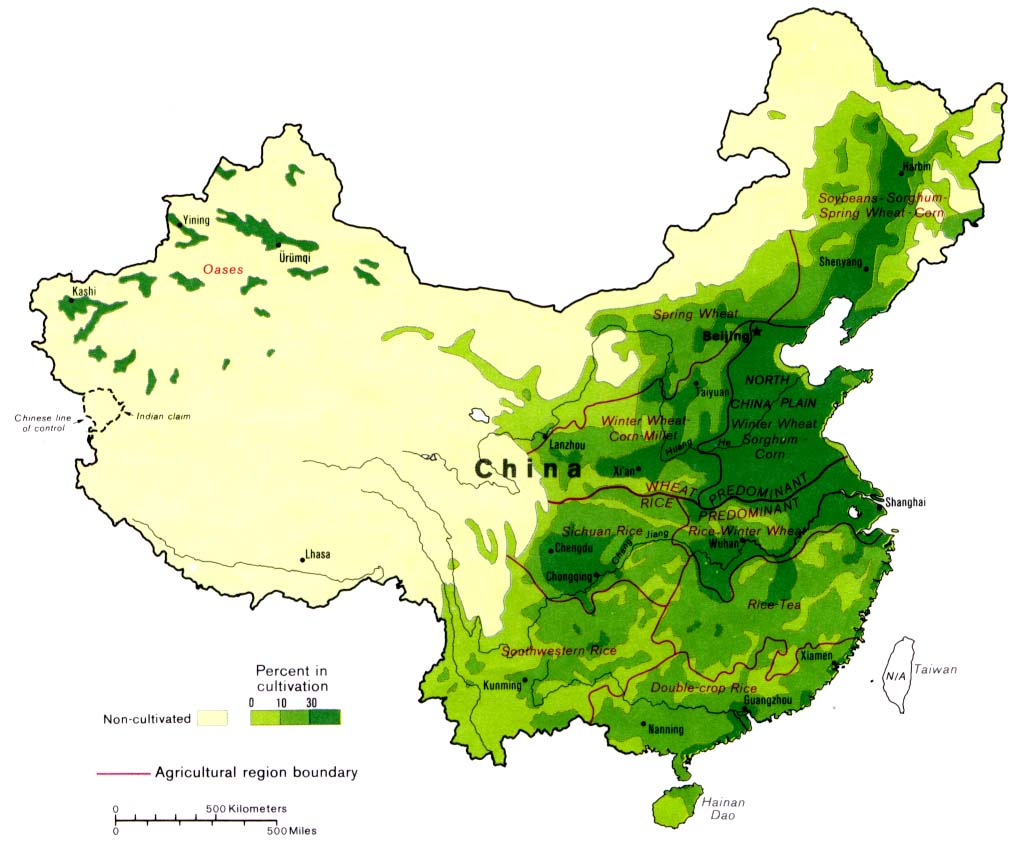
Regiones agrícolas de China continental en 1986.

Si bien la producción agrícola de China es la más grande del mundo, únicamente el 12,6% de su superficie total puede cultivarse. La tierra cultivable de China, que representa el 10% del total de la tierra cultivable en el mundo, apoya a más del 20% de la población mundial. De estos aproximadamente 1.4 millones de kilómetros cuadrados de tierra cultivable, alrededor del 1.2% —116,580 kilómetros cuadrados— contiene cultivos de forma permanente y 525,800 kilómetros cuadrados están irrigados. La tierra se divide en aproximadamente 200 millones de hogares, con una asignación de tierra promedio de unas 0,65 hectáreas.
El limitado espacio de China para la agricultura ha sido un problema a lo largo de su historia, lo que lleva a la escasez crónica de alimentos y el hambre. Si bien la eficiencia de producción de las tierras agrícolas ha crecido con el tiempo, los esfuerzos para expandirse hacia el oeste y el norte han tenido un éxito limitado, ya que estas tierras son generalmente más frías y secas que las tierras de cultivo tradicionales al este. Desde la década de 1950, el espacio agrícola también ha sido presionado por las crecientes necesidades de tierras de la industria y las ciudades.

#### Agricultura periurbana

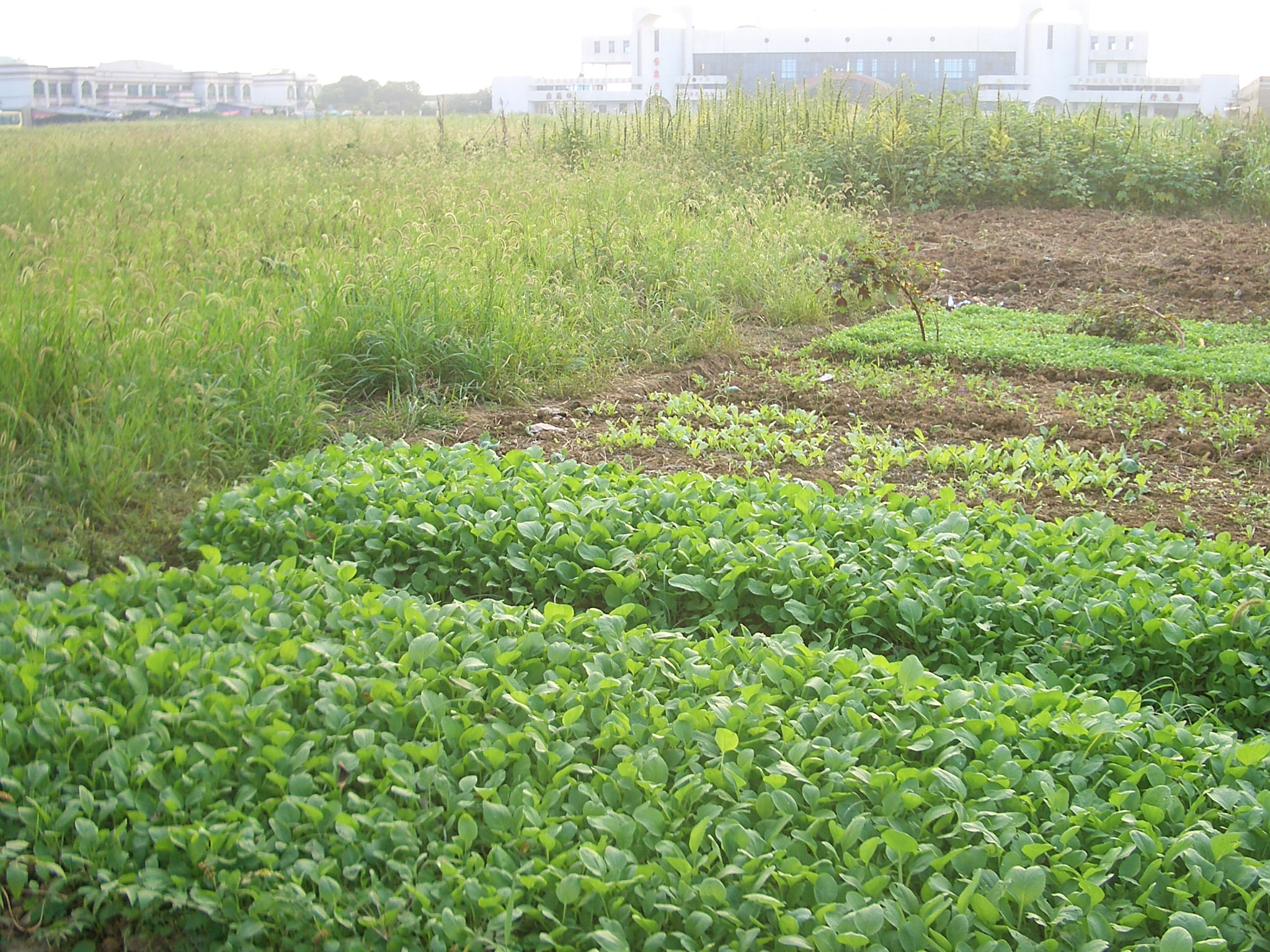
Bok choy, variedad de la col china que crece en una plaza fuera de las estaciones de tren de Ezhou.

Estos aumentos en el tamaño de las ciudades, como el aumento del distrito administrativo de Beijing de 4822 km² en 1956 a 16 808 km² en 1958, han llevado a una mayor adopción de la agricultura periurbana. Esta «agricultura suburbana» llevó a que más del 70% de los alimentos no básicos de Pekín, principalmente vegetales y leche, fueran producidos por la propia ciudad en las décadas de 1960 y 1970. Recientemente, con una relativa seguridad alimentaria en China, la agricultura periurbana ha dado lugar a mejoras en la calidad de los alimentos disponibles, en lugar de en la cantidad. Uno de los experimentos más recientes en la agricultura urbana es el Parque de Demostración de la Ciencia Agrícola Moderna en Xiaotangshan.

#### Cultivos alimentarios

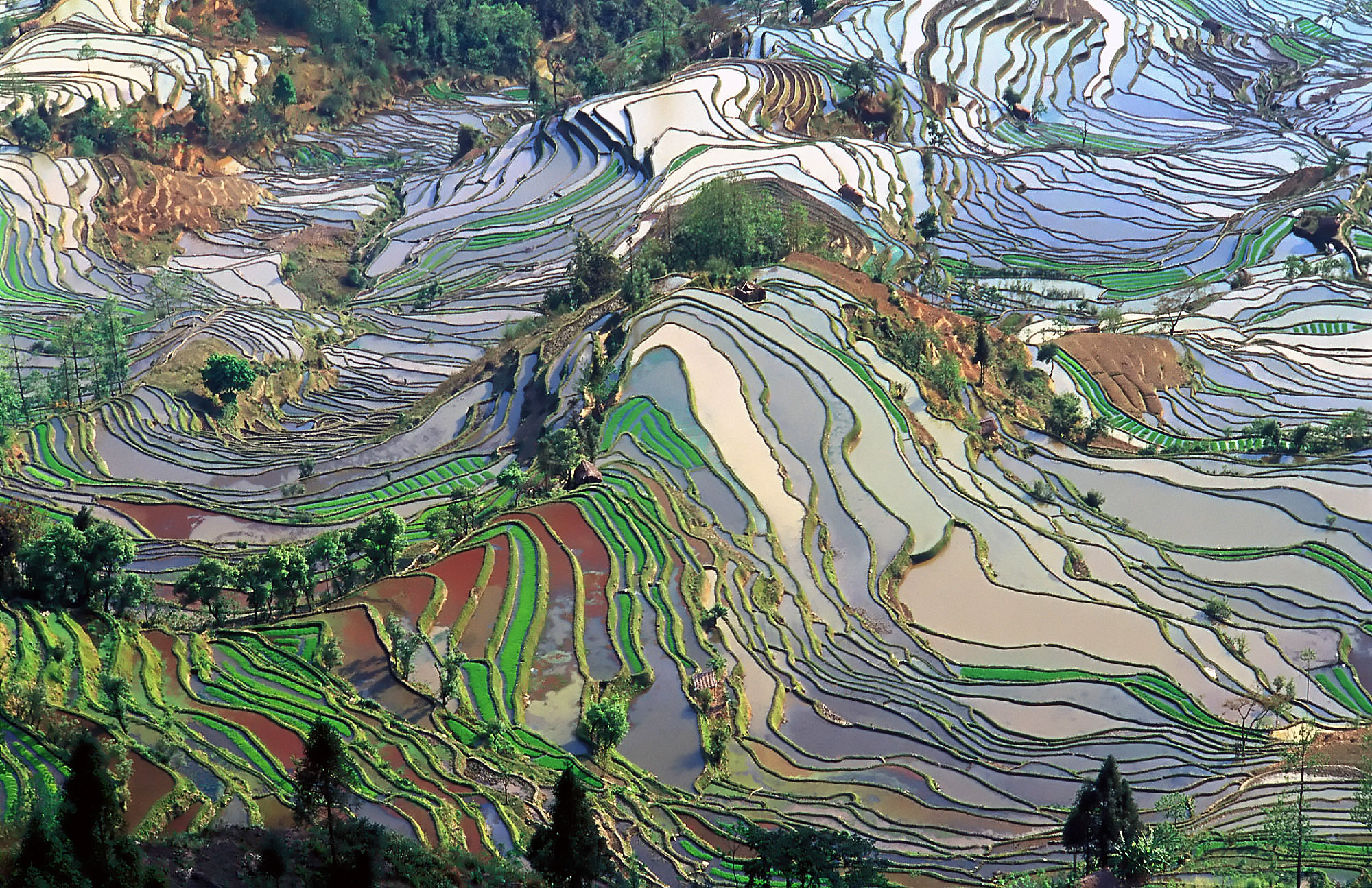
Paisaje cultural de los arrozales en terrazas de los hani de Honghe

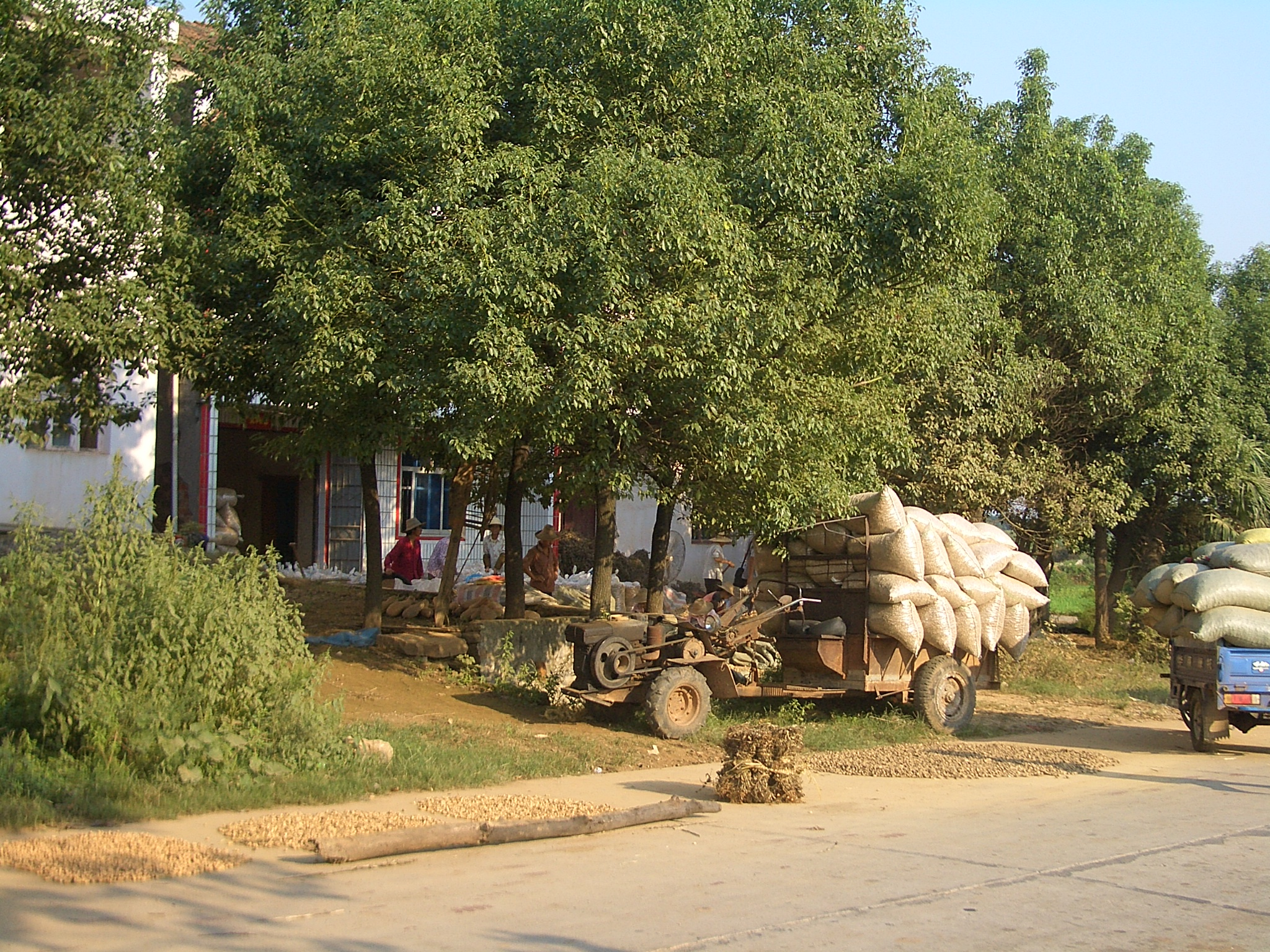
Cosecha de cacahuete en
Jiangxia, Hubei.

Alrededor del 75% de la superficie cultivada en China se utiliza para cultivos alimentarios. El arroz es el más importante de China y se cultiva en un 25% de la superficie. La mayor parte del arroz se cultiva al sur del río Huai, en el delta del río de las Perlas y en las provincias de Yunnan, Guizhou y Sichuan.
El trigo es el segundo cultivo de cereales más frecuente, cultivado en la mayor parte del país, pero especialmente en la llanura del Norte de China, en los valles de los ríos Wei y ffen, en la meseta de Loes, y en las provincias de Jiangsu, Hubei y Sichuan. El maíz y el mijo se cultivan en el norte y el noreste de China, y la avena es importante en Mongolia Interior y el Tíbet.
Otros cultivos incluyen batatas,en el sur, patatas blancas en el norte —China es el mayor productor de patatas en el mundo—, y varias otras frutas y verduras. En la isla de Hainan se cultivan frutas tropicales, manzanas y peras en el norte de Liaoning y Shandong.
Las semillas oleaginosas son importantes en la agricultura china, ya que suministran aceites comestibles e industriales y constituyen una gran parte de las exportaciones agrícolas. En el norte y noreste de China, la soja china se cultiva para su uso en tofu y aceite de cocina. China es también uno de los principales productores de cacahuete, que se cultiva en las provincias de Shandong y Hebei. Otros cultivos de semillas oleaginosas son las semillas de sésamo, las semillas de girasol, las semillas de colza y las semillas del árbol de tung.
Los cítricos son un importante cultivo comercial en el sur de China, con una producción dispersa a lo largo y al sur del valle del río Yangtze. Las mandarinas son los cítricos más populares en China, con aproximadamente el doble de la producción de naranjas.

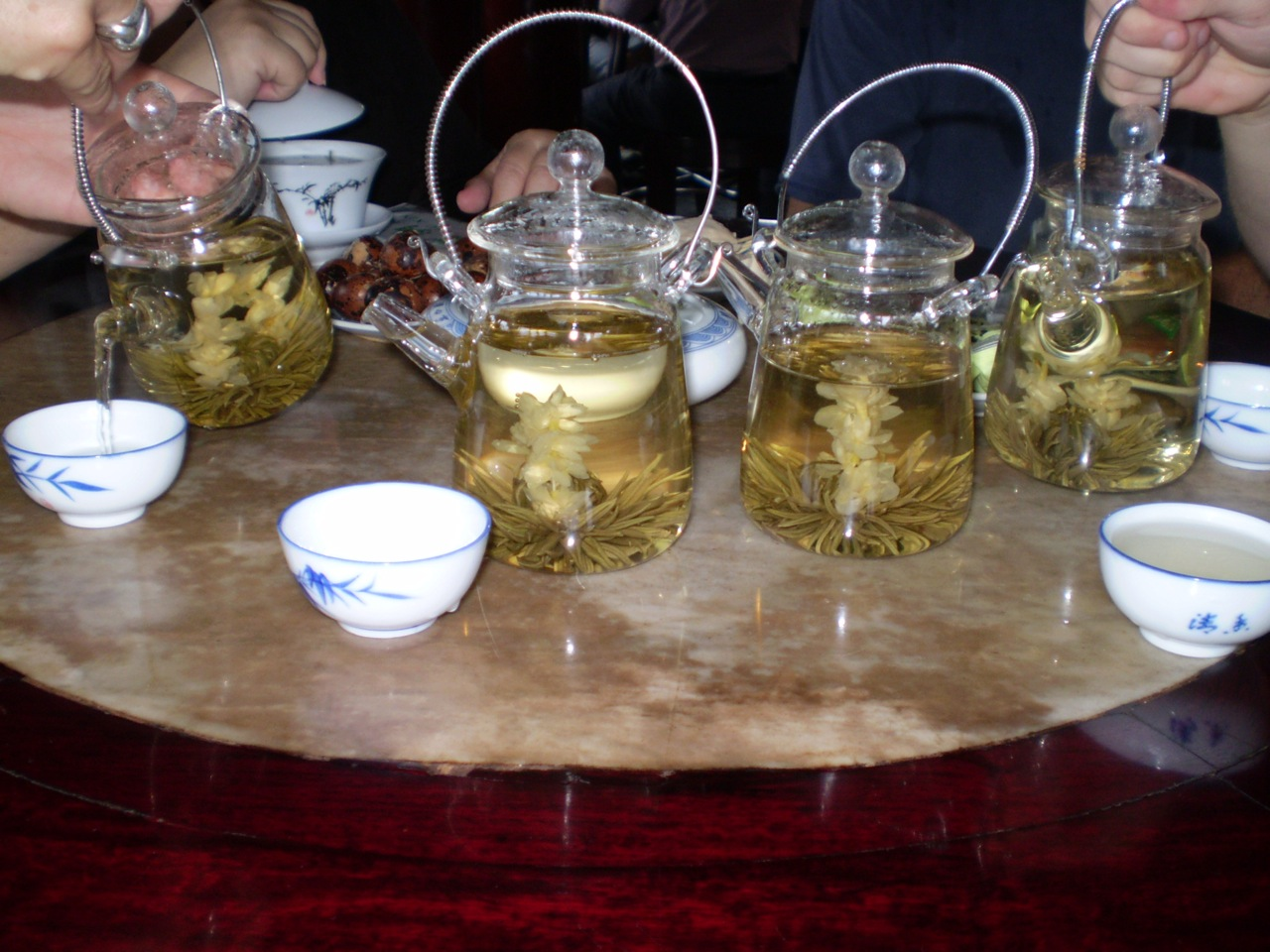
Servicio de Té de flor de jazmín en Shanghái.

Otros cultivos alimentarios importantes para China son el té verde y el té de jazmín —popular entre la población china—, el té negro —como exportación—, la caña de azúcar y la remolacha azucarera. Las plantaciones de té se encuentran en las laderas del valle medio del Yangtze y en las provincias del sureste de Fujian y Zhejiang. La caña de azúcar se cultiva en Guangdong y Sichuan, mientras que la remolacha azucarera se cultiva en la provincia de Heilongjiang y en tierras irrigadas en Mongolia Interior. El loto se cultiva ampliamente en todo el sur de China.
El cafeto arábigo se cultiva en la provincia suroccidental de Yunnan. También existen plantaciones mucho más pequeñas en Hainan y Fujian.

#### Cultivos de fibras

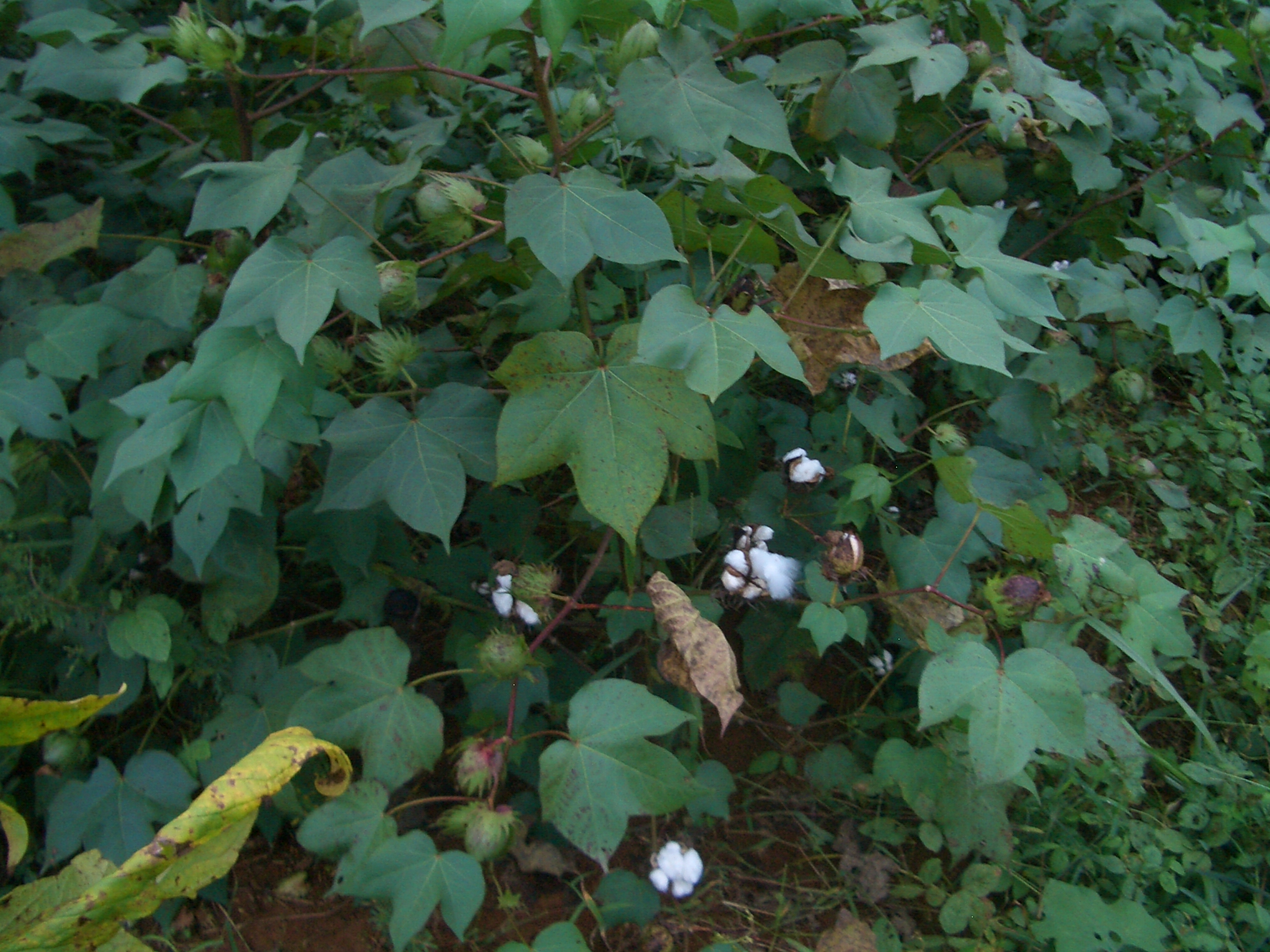
Cultivo de algodón en el condado de Yangxin, Hubei.

China es el principal productor de algodón, que se cultiva en todas partes, pero especialmente en las zonas de la llanura del Norte de China, el delta del río Yangtsé, el valle medio del Yangtsé y la Región Autónoma Uigur de Sinkiang. Otros cultivos de fibra incluyen ramio, lino textil, yute y cáñamo. La sericultura, la práctica de la cría de gusanos de seda, también se practica en el centro y sur de China.

#### Ganado
China tiene una gran población ganadera, siendo los cerdos y las aves de corral los más comunes. La población porcina de China y la producción de carne de cerdo se encuentran principalmente a lo largo del río Yangtze. En 2011, la provincia de Sichuan tenía 51 millones de cerdos —11% del suministro total de China—. En el oeste rural de China, los pastores nómadas crían ovejas, cabras y camellos. En el Tíbet, los yaks se crían como fuente de alimento, combustible y refugio. El ganado, los búfalos de agua, los caballos, las mulas y los asnos también se crían en China, y el gobierno ha alentado recientemente la producción lechera, a pesar de que aproximadamente el 92,3% de la población adulta se ve afectada por algún nivel de intolerancia a la lactosa.
A medida que crece la demanda de alimentos gourmet, también aumenta la producción de carnes más exóticas. Sobre la base de los datos del estudio de 684 granjas de tortugas chinas —menos de la mitad de las 1.499 granjas de tortugas registradas oficialmente en el año del estudio, 2002—, vendieron más de 92.000 toneladas de tortugas, alrededor de 128 millones de animales, por año; se cree que esto corresponde al total industrial de más de 300 millones de tortugas por año.
El aumento de los ingresos y el aumento de la demanda de carne, especialmente de cerdo, ha dado lugar a una demanda de razas mejoradas de ganado, con ganado de cría importado especialmente de los Estados Unidos. Algunas de estas razas están adaptadas a la cría intensiva de animales.

#### Pesca

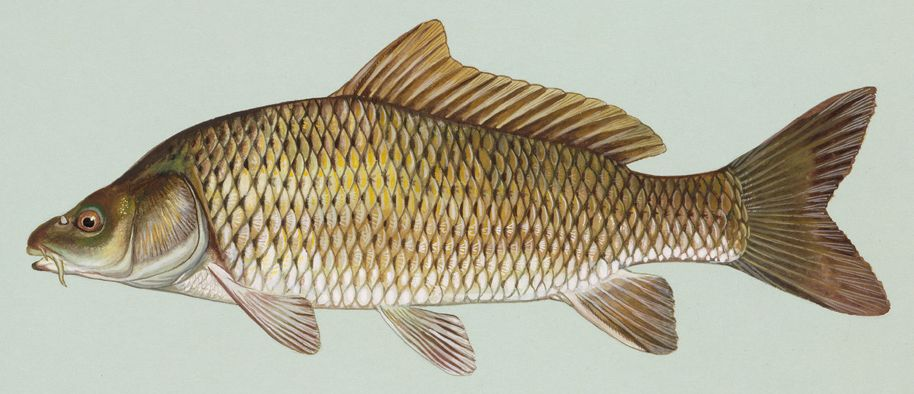
Lacarpa común fue el pez número uno de la acuicultura en la antigüedad, y hoy en día todavía se cultiva ampliamente en todo el mundo.

China representa alrededor de un tercio de la producción pesquera total del mundo. La carpa es originaria de China. Son buenos para comer, y son fáciles de cultivar, ya que son reproductores prolíficos, no comen a sus crías y crecen rápido. Desde 1368, la dinastía Ming alentó a los piscicultores a abastecer el comercio de pescado vivo, que domina la venta de pescado chino hasta el día de hoy. A partir del 1500 d. C., se desarrollaron métodos para recolectar alevines de carpa de los ríos y luego criarlos en estanques ".
La acuicultura, la cría de peces en estanques y lagos, representa más de la mitad de su producción. Las principales regiones productoras de acuicultura están cerca de los mercados urbanos en el valle medio y bajo del Yangtze y el delta del río de las Perlas. También se están cultivando especies introducidas de otras partes del mundo, como la trucha arcoíris la tilapia, el pez gato, el salmón plateado o la perca de río.

## Producción
En sus primeros cincuenta años, la República Popular China aumentó considerablemente la producción agrícola a través de mejoras organizativas y tecnológicas.
|     | Cultivo              | 1949 Salida (toneladas) | 1978 Salida (toneladas) | 1999 Salida (toneladas) |
| 1.  | Cereales             | 113 180 000             | 304 770 000             | 508 390 000             |
| 2.  | Algodón              | 444 000                 | 2 167 000               | 3 831 000               |
| 3.  | Cultivos oleaginosos | 2 564 000               | 5 218 000               | 26 012 000              |
| 4.  | Caña de ázucar       | 2 642 000               | 21 116 000              | 74 700 000              |
| 5.  | Remolacha            | 191 000                 | 2 702 000               | 8 640 000               |
| 6.  | Tabaco               | 43 000                  | 1 052 000               | 2 185 000               |
| 7.  | Te                   | 41 000                  | 268 000                 | 676 000                 |
| 8.  | Fruta                | 1 200 000               | 6 570 000               | 62 376 000              |
| 9.  | Carne                | 2 200 000               | 8 563 000               | 59 609 000              |
| 10. | Productos acuáticos  | 450 000                 | 4 660 000               | 41 220 000              |

Sin embargo, desde el año 2000, el agotamiento de los principales acuíferos de China ha provocado una disminución general de la producción de cereales, lo que ha convertido a China en un importador neto. Se espera que la tendencia de la dependencia china de los alimentos importados se acelere a medida que empeore la escasez de agua. A pesar de su potencial, las plantas desalinizadoras encuentran pocos clientes porque todavía es más barato sobre utilizar los ríos, lagos y acuíferos, incluso cuando éstos están agotados.
A partir de 2011, China era el mayor productor y consumidor mundial de productos agrícolas. Sin embargo, el investigador Lin Erda ha declarado una caída proyectada de posiblemente entre el 14% y el 23% para 2050 debido a la escasez de agua y otros impactos del cambio climático; China ha aumentado el presupuesto para la agricultura en un 20% en 2009, y continúa apoyando las medidas de eficiencia energética, la tecnología renovable y otros esfuerzos con inversiones, tales como el componente verde de más del 30% del paquete de medidas de estímulo fiscal de 586.000 millones de dólares anunciado en noviembre de 2008.

## Desafíos

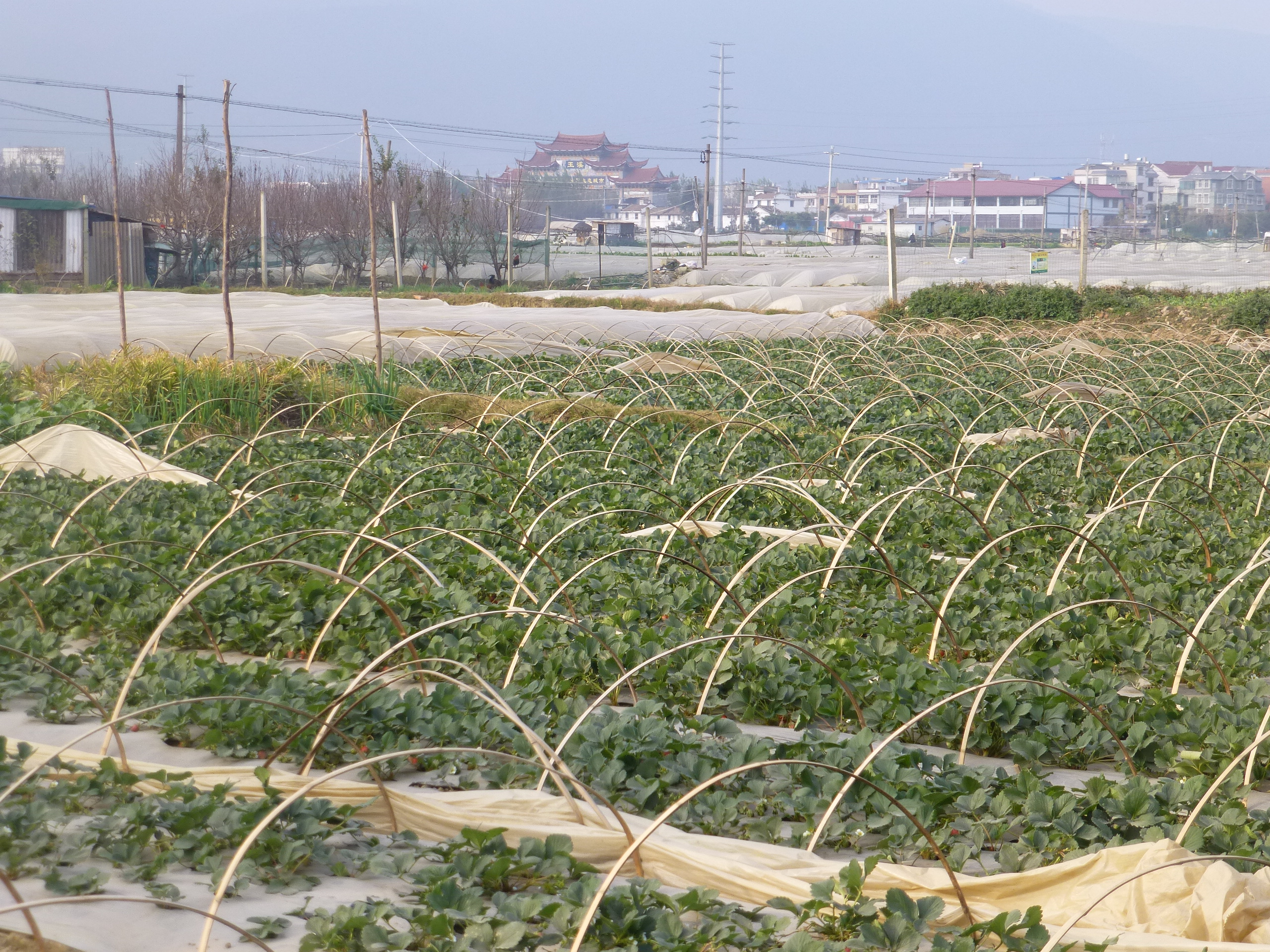
Campos de fresas en Yuxi, Yunnan

### Ineficiencias en el mercado agrícola
A pesar del rápido crecimiento de la producción, el sector agrícola chino sigue enfrentándose a varios desafíos. Los agricultores de varias provincias, como Shandong, Zhejiang, Anhui, Liaoning y Xinjiang, a menudo tienen dificultades para vender sus productos agrícolas a los clientes debido a la falta de información sobre las condiciones actuales.
Entre el agricultor productor en el campo y el consumidor final en las ciudades hay una cadena de intermediarios, y debido a que la falta de información fluye a través de ellos, los agricultores tienen dificultades para prever la demanda de diferentes tipos de frutas y hortalizas. Para maximizar sus ganancias, optan por producir aquellas frutas y verduras que generaron los mayores ingresos para los agricultores de la región durante el año anterior. Sin embargo, si la mayoría de los agricultores lo hacen, la oferta de productos frescos fluctúa sustancialmente año tras año. Los productos relativamente escasos en un año se producen en exceso al año siguiente porque se esperan márgenes de beneficio más altos. El exceso de oferta resultante obliga a los agricultores a reducir sus precios y a vender con pérdidas. Los productos escasos y generadores de ingresos de un año se convierten en los productos sobreabundantes y deficitarios de los siguientes, y viceversa.
La eficiencia se ve aún más afectada en el transporte de productos agrícolas desde las granjas hasta los mercados reales. Según cifras del Departamento de Comercio, hasta un 25% de las frutas y verduras se pudren antes de ser vendidas, en comparación con un 5% en un país desarrollado típico.[cita requerida] Como los intermediarios no pueden vender frutas podridas, pagan a los agricultores menos de lo que pagarían si pudieran vender todas o la mayoría de las frutas y verduras. Esto reduce los ingresos de los agricultores, aunque el problema se debe a las ineficiencias de la posproducción, de las que ellos mismos no son conscientes durante las negociaciones de precios con los intermediarios.
Estos problemas de información y transporte ponen de manifiesto la ineficiència de los mecanismos de mercado entre los agricultores y los consumidores finales, lo que impide a los agricultores aprovechar el rápido desarrollo del resto de la economía china. El escaso margen de beneficio resultante no les permite invertir en los insumos agrícolas necesarios (maquinaria, semillas, fertilizantes, etc.) para aumentar la productividad y mejorar su nivel de vida, de lo que se beneficiaría toda la economía china. Esto, a su vez, aumenta el éxodo de la población del campo a las ciudades, que ya se enfrentan a problemas de urbanización.

## Comercio internacional

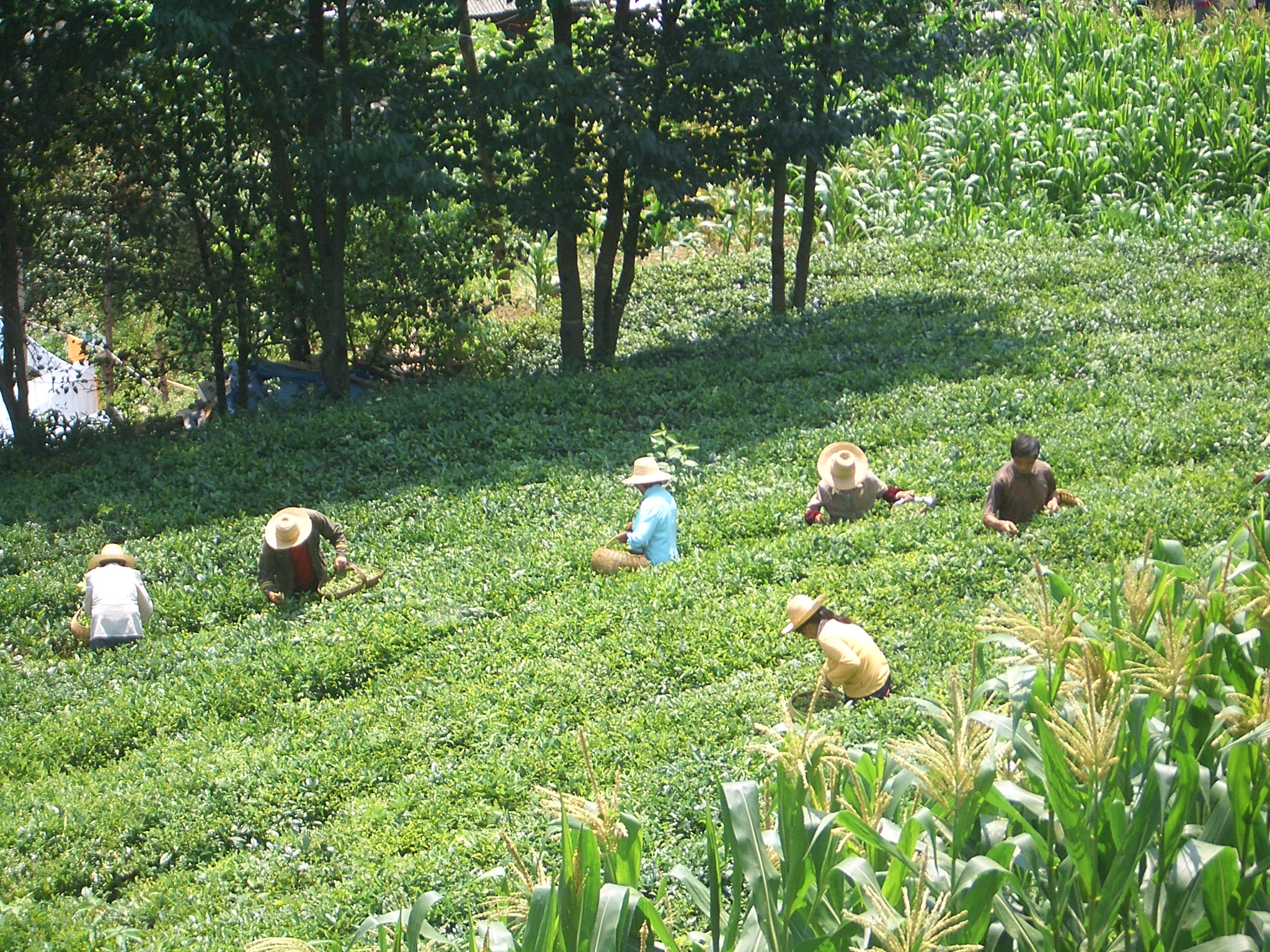
Hojas de té cosechadas en Muyu, distrito forestal Shennongjia, Hubei.

China es el mayor importador mundial de soja y otros cultivos alimentarios, y se espera que se convierta en el principal importador de productos agrícolas en la próxima década. En 2017, los agricultores en la provincia de Donggaozhuang comenzaron a vender hilados en un mercado en línea, propiedad de Alibaba Group. Más tarde, muchos agricultores vendieron sus tierras de cultivo para centrarse en las ventas en línea, ya que el acceso a los consumidores globales producía muchos más ingresos que la agricultura tradicional.
Si bien la mayoría de los años la producción agrícola de China es suficiente para alimentar al país, en años bajos, China tiene que importar grano. Debido a la escasez de tierras agrícolas disponibles y la abundancia de mano de obra, podría tener más sentido importar cultivos extensivos —como el trigo y el arroz— y salvar las escasas tierras de cultivo de China para productos de exportación de alto valor, como frutas, nueces, o vegetales. Sin embargo, para mantener la independencia de los cereales y garantizar la seguridad alimentaria, el gobierno chino ha aplicado políticas que fomentan la producción de cereales a expensas de cultivos más rentables. A pesar de las fuertes restricciones sobre la producción de cultivos, las exportaciones agrícolas de China han aumentado considerablemente en los últimos años.

### Influencia gubernamental
Un motivador importante del aumento del comercio internacional fue la inclusión de China en la Organización Mundial del Comercio (OMC) el 11 de diciembre de 2001, lo que llevó a la reducción o eliminación de los aranceles sobre gran parte de las exportaciones agrícolas de China. Debido a la consiguiente apertura de los mercados internacionales a la agricultura china, en 2004 el valor de las exportaciones agrícolas de China superó los 17.300 millones de dólares estadounidenses. Desde la inclusión de China en la OMC, su comercio agrícola no se ha liberalizado en la misma medida que sus productos manufacturados. Los mercados dentro de China todavía están relativamente cerrados a las compañías extranjeras. Debido a su numerosa y creciente población, se especula que si se abrieran sus mercados agrícolas, China se convertiría en un importador neto constante de alimentos, lo que posiblemente desestabilizaría el mercado mundial de alimentos. Las barreras impuestas por el gobierno chino a los cereales no son transparentes porque el comercio estatal de cereales de China se realiza a través de su Corporación de Importación y Exportación de Cereales, Petróleo y Productos Alimenticios (COFCO).

### Seguridad alimentaria

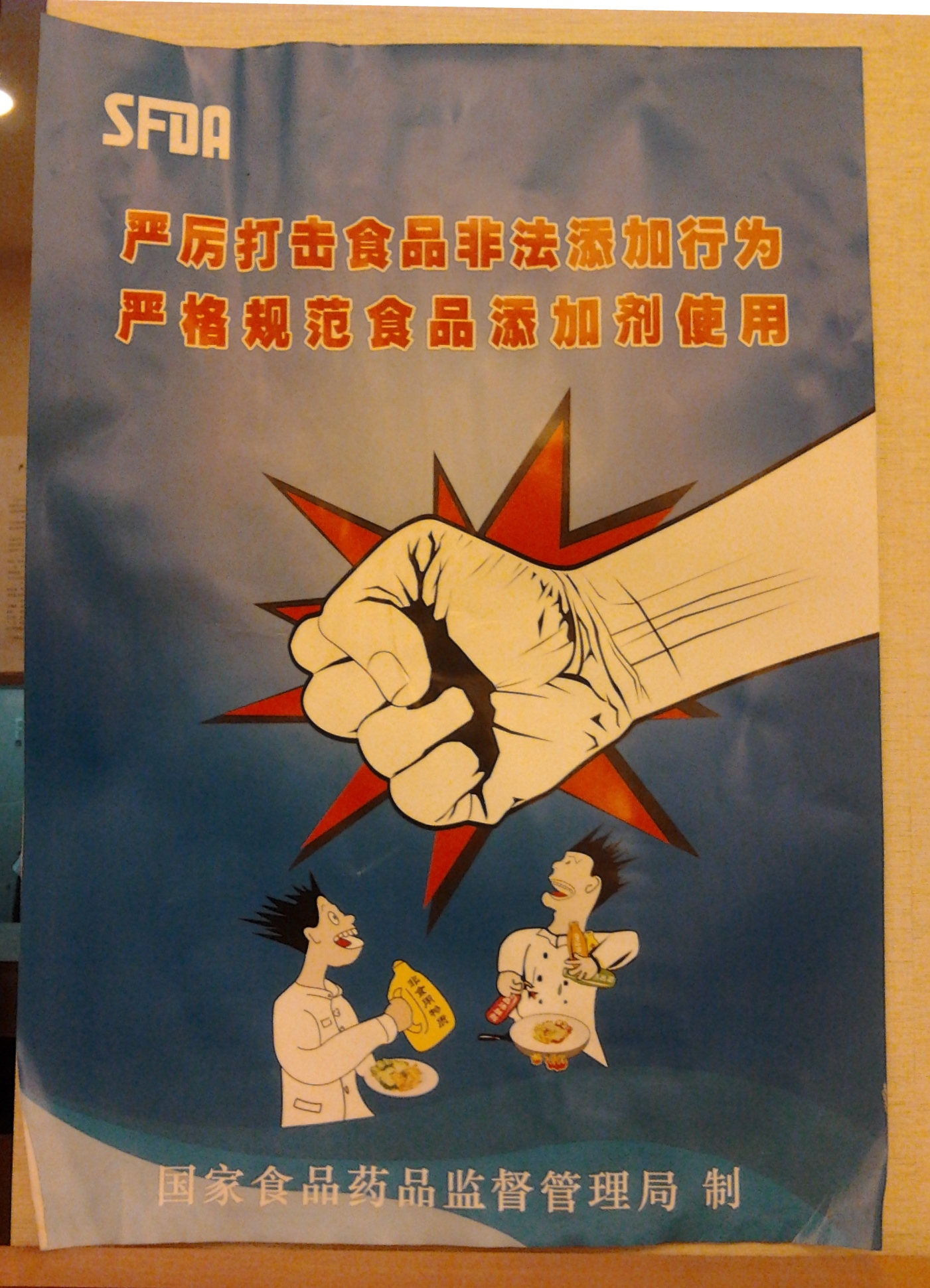
"Combatir las actividades ilegales de adulteración de alimentos, regular estrictamente el uso de aditivos alimentarios".

Como país en desarrollo, China tiene normas sanitarias y fitosanitarias (MSF) relativamente bajas para sus productos agrícolas. Corrupción en el gobierno, como el soborno del exjefe de la Administración Estatal de Alimentos y Drogas. Zheng Xiaoyu, también ha complicado las dificultades de regulación de China. El exceso de residuos de plaguicidas, la baja higiene de los alimentos, los aditivos inseguros, contaminación con metales pesados y otros contaminantes, y el uso indebido de medicamentos veterinarios han dado lugar a restricciones comerciales con países desarrollados como Japón, Estados Unidos y la Unión Europea. Estos problemas también han provocado protestas públicas, como el uso generalizado en los piensos y alimentos chinos melamina y la restricción a la importación de productos del mar contaminados con melamina, lo que ha dado lugar a medidas como la etiqueta «China-free».
Alrededor de una décima parte de las tierras de cultivo de China están contaminadas con metales pesados, según el Ministerio de Protección del Medio Ambiente de la República Popular de China.

### Alimentos ecológicos
China ha desarrollado un programa de alimentos verdes en el que se certifica que los productos tienen un bajo contenido de plaguicidas, que se ha articulado en alimentos verdes de Grado A y Grado AA. Este estándar AA de Green Food ha sido alineado con los estándares internacionales de IFOAM para la agricultura orgánica y ha formado la base de la rápida expansión de la agricultura orgánica en China.
La producción de alimentos orgánicos de China ha experimentado una rápida expansión en la década de 2010, atribuida en gran medida al auge del mercado interno debido al aumento del problema de la inocuidad de los alimentos. En muchos casos, la producción de alimentos orgánicos está organizada por empresas de alimentos orgánicos que alquilan tierras a pequeños agricultores. Las cooperativas de agricultores y la agricultura por contrato también son estructuras organizativas comunes de la agricultura orgánica en China. El gobierno chino ha proporcionado diversos apoyos políticos y financieros para el desarrollo del sector orgánico. En los últimos años, la producción orgánica no certificada en diversas formas, como la permacultura y la agricultura natural, también está surgiendo en China, a menudo iniciada por empresarios u organizaciones de la sociedad civil.